# Артаваз (село)
Артаваз (арм. Արտավազ) — село в марзе Котайк (в Котайкской области) Армении, на левом берегу реки Мармарик, в 20 км к северо-западу от областного центра, в 60 километрах от Еревана. В настоящее время административно включает посёлок Пюник.

## Население
В Артавазе живут 450 человек, в двух общинах вместе взятых — 1116.
| Год  | Численность | Численность |
| ---- | ----------- | ----------- |
| 1831 | 41          | [ 2 ]       |
| 1873 | 335         | [ 2 ]       |
| 1897 | 534         | [ 2 ]       |
| 1926 | 303         | [ 2 ]       |
| 1939 | 509         | [ 2 ]       |
| 1959 | 944         | [ 2 ]       |
| 1970 | 951         | [ 2 ]       |
| 1979 | 878         | [ 2 ]       |
| 1989 | 721         | [ 2 ]       |
| 2001 | 575         | [ 2 ]       |
| 2004 | 487         | [ 2 ]       |
| 2011 | 467         | [ 3 ]       |

## Экономика
Население занимается полевыми культурами и животноводством.

## История
Первые упоминания села Такярлу датируются 1604 годом в связи с большим переселением населения в результате завоевательных походов Шах Аббаса Персидского.
По данным «Сборника сведений о Кавказе» за 1880 год в селе Такялу Новобаязетского уезда по сведениям 1873 года было 29 дворов и проживало 335 азербайджанцев (указаны как «татары»), которые были шиитами. По данным Кавказского календаря на 1912 год, в селе Такялу Новобаязетского уезда проживал 661 человек, в основном азербайджанцы, указанные как «татары».
С начала до середины XX века временно населяли животноводы соседних областей. До 1965 года село находилось в составе Севанского района, в 1965—1988 годах — в составе Разданского района Армянской ССР.
Раньше село было объединено с Анкаванской молочной фермой. В настоящее время административно включает посёлок Пюник. До 1990-х годов большинство жителей деревни были азербайджанцами. Климат здоровый, полезный для летнего отдыха. На левом берегу реки Мармарик перед деревней находится разрушенная церковь. Рядом находятся монастырь Артаваз и заброшенные деревни Каракала и Улашик. В деревне есть детские лагеря и дома отдыха.
На южном крае Артаваза находится разрушенная церковь. Рядом находится монастырь «Артавазаванк» (VII в.).
В средней школе обучаются 70 учеников. Имеется клуб.